# Kyathanakere, Belur
Kyathanakere là một làng thuộc tehsil Belur, huyện Hassan, bang Karnataka, Ấn Độ.